# Teatro a l'Avogaria
(Giulio Obici, in Paese Sera, 27 luglio 1969)
Il Teatro a l'Avogaria  è un piccolo teatro di Venezia conosciuto però anche all'estero per le sue numerose partecipazioni (soprattutto nel passato) a eventi e manifestazioni internazionali. 
È ubicato nel sestiere di Dorsoduro, nel posto in cui un tempo erano soliti vivere coloro che lavoravano in "avogadoria di Comun" che dovevano cioè difendere i diritti dello Stato. L'Avogaria si incontra giungendo da Campo san Barnaba per andare alla chiesa di San Sebastiano, a Venezia. 
Il locale prende il posto di un'officina di motori marini chiusa per cessazione di attività e certo non adatta (almeno in origine) ad ospitare un teatro. 
Il Teatro a l'Avogaria nasce per la passione e la testardaggine di un uomo di teatro, Giovanni Poli, che aveva iniziato la sua attività fondando nel 1949 il teatro universitario di Ca' Foscari. Nel 1969 dopo un restauro il teatro può aprire con la prima rappresentazione di Rhodiana di Andrea Calmo per la Biennale di Venezia del 1969. 
Il teatro a l'Avogaria fin dall'inizio affianca alla sua attività di produzione una vera e propria scuola per attori, il cosiddetto Seminario per la preparazione dell'attore ancora oggi attivo.
Il teatro a l'Avogaria ha pubblicato nel corso della sua storia, alcuni testi della sua numerosa drammaturgia.

## Principali produzioni

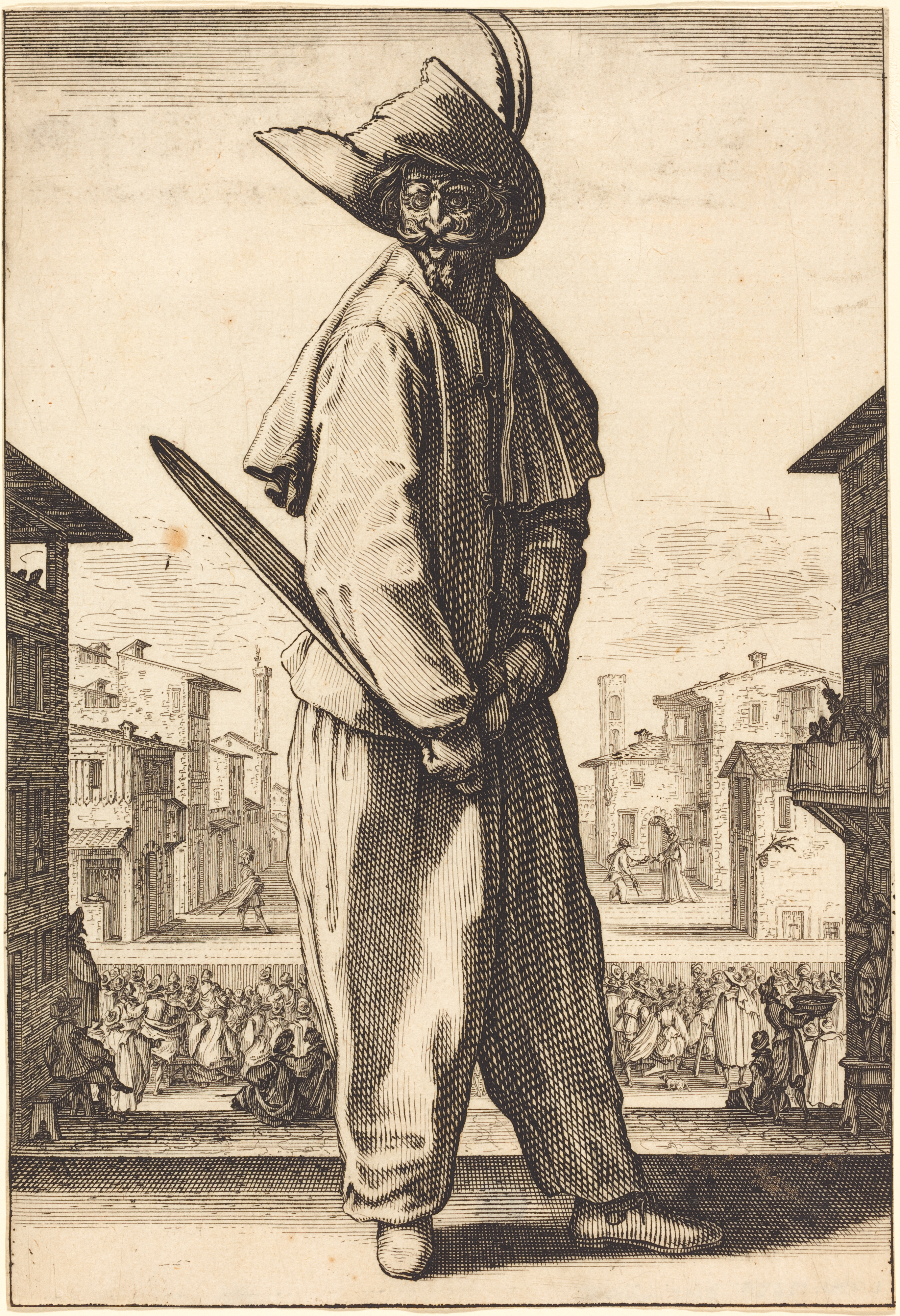
Jacques Callot, Zanni, 1618-1620

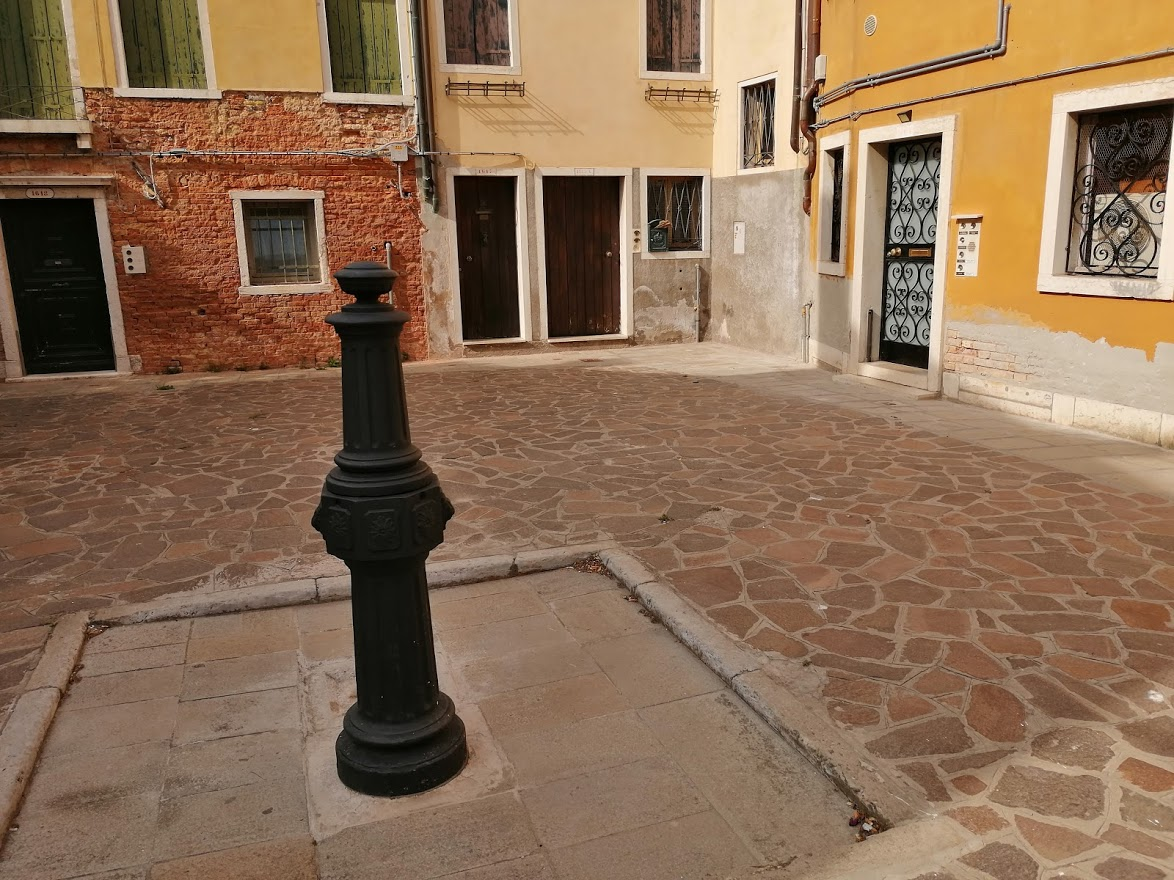
Calle a l'Avogaria

- La Commedia degli Zanni, da documenti rinascimentali della commedia dell'arte, regia di G. Poli
- L’augellin belverde di C. Gozzi, regia di G. Poli
- Rhodiana di A. Calmo, regia di G. Poli
- L'alfabeto dei Villani, da Ruzante e documenti dell'epoca, regia di G. Poli
- Gli ultimi carnevali di Venezia, da documenti e reperti dell'Archivio di Stato di Venezia, C. Goldoni e altri, regia di G.Poli
- Anconitana, di Ruzante, regia di Bepi Morassi
- ... Cussì, strenzemose insieme, femo un bel quadro..., da Giacinto Gallina, regia di G. Perelda
- La finta ammalata, di C.Goldoni, Regia di Bepi Morassi

## Principali tournée all'estero
- 1970 - Praga con La commedia degli Zanni
- 1970 - Helsinki, Stoccolma, Copenaghen, con Cronache Veneziane
- 1972 - Ankara e Istanbul con l'Alfabeto dei villani
- 1976 - Il Cairo, Alessandria d'Egitto, Teheran con Gli ultimi Carnovali di Venezia e La commedia degli Zanni
- 1978 - Leiden, l'Aja, Harlem, Groningen, Emmen, Arnhem con La Commedia degli Zanni
- 1981 - Algeri, Annaba, Skikda con Sù l'agiare del flon
- 1981 - Dublino con La commedia degli Zanni e Sù l'agiare del flon
- 1982 - Landshut, Augsburg con La scala dei buffoni
- 1983 Villejuif, Gentilly, Maisons-Alfort con La finta ammalata, o sia lo speziale
- 1984 Fiume, Zagabria, Belgrado con I Nobili ragusei